# Richard Connell
Richard Edward Connell Jr., född 17 oktober 1893 i Poughkeepsie, New York, död 22 november 1949 i Beverly Hills, var en amerikansk författare och journalist.
Richard Connell var en av sin tids mest populära novellförfattare i sitt hemland USA, och flertalet av hans verk filmatiserades, bland annat The Most Dangerous Game (1924) som Mänskligt villebråd (1932) samt A Reputation (1922) som Vi behöver varann (1941) i regi av Frank Capra.